# Château de Zolotchiv
Le château de Zolochiv est un château situé à Zolochiv en Ukraine.  Il se trouve sur une colline à la confluence de deux petites rivières au sud-est de la ville. Il était le lieu de résidence de la famille Sobieski.

## Historique
Le fort rectangulaire a été construit entre 1634 et 1636 par Jakub Sobieski avec des esclaves tatars de Crimée. Il est composé de larges murs avec quatre tours pentagonales à chaque coin de la grand place intérieure. Le palais chinois, une rotonde mauve flanquée d'ailes à un étage a été ajouté ensuite par Jean III Sobieski en cadeau pour sa femme Marie Casimire Louise de La Grange d'Arquien.
En 1672, le château est conquis par les Turcs après un siège de six jours. Trois ans plus tard, il résiste à un nouveau siège. Après la mort de Jacques Louis Henri Sobieski en 1737, le château passe dans la famille Radziwiłł puis, en 1801, au comte Łukasz Komarnicki dont les héritiers le vendent à la couronne austro-hongroise en 1834.

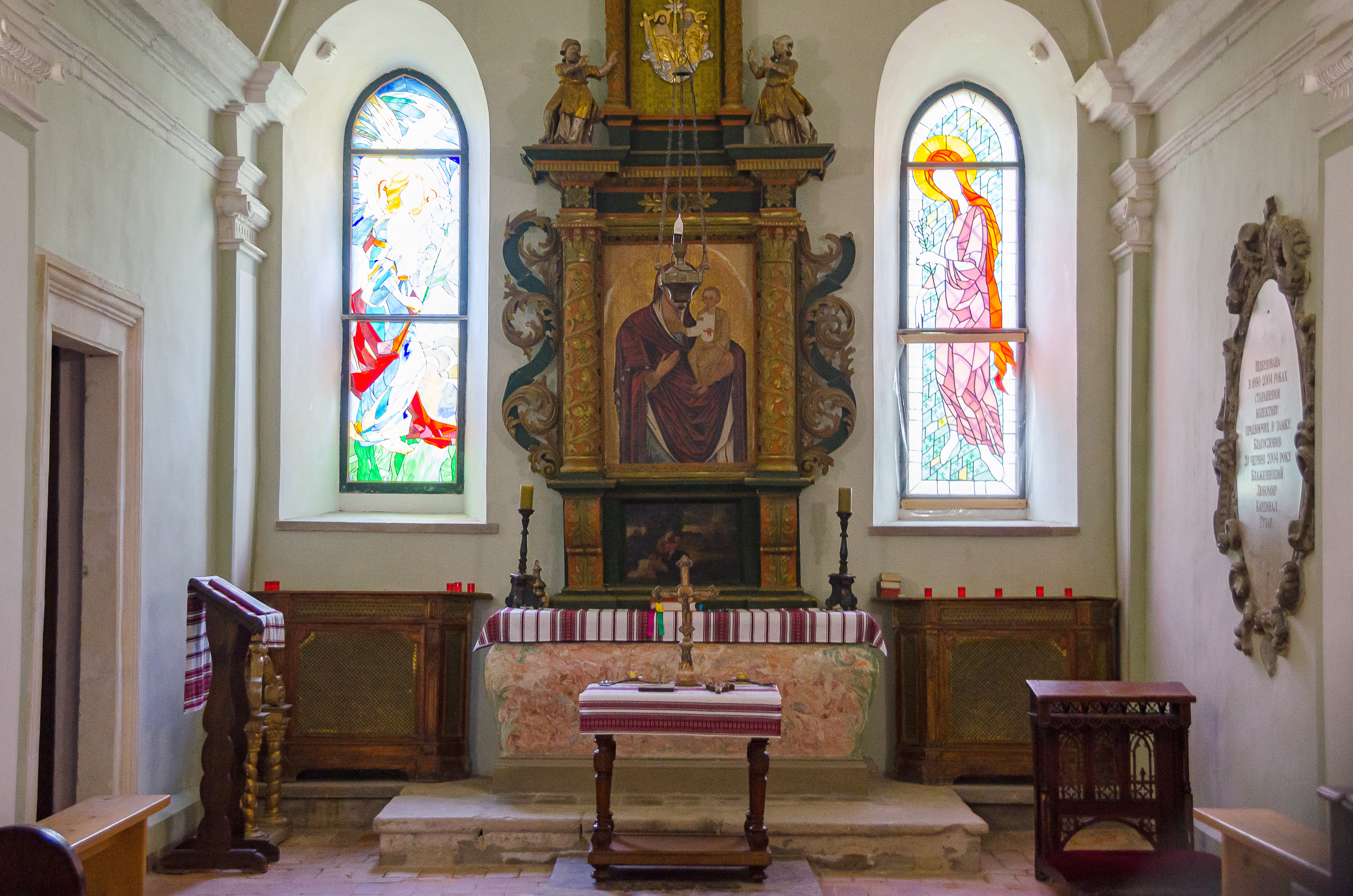
Salles
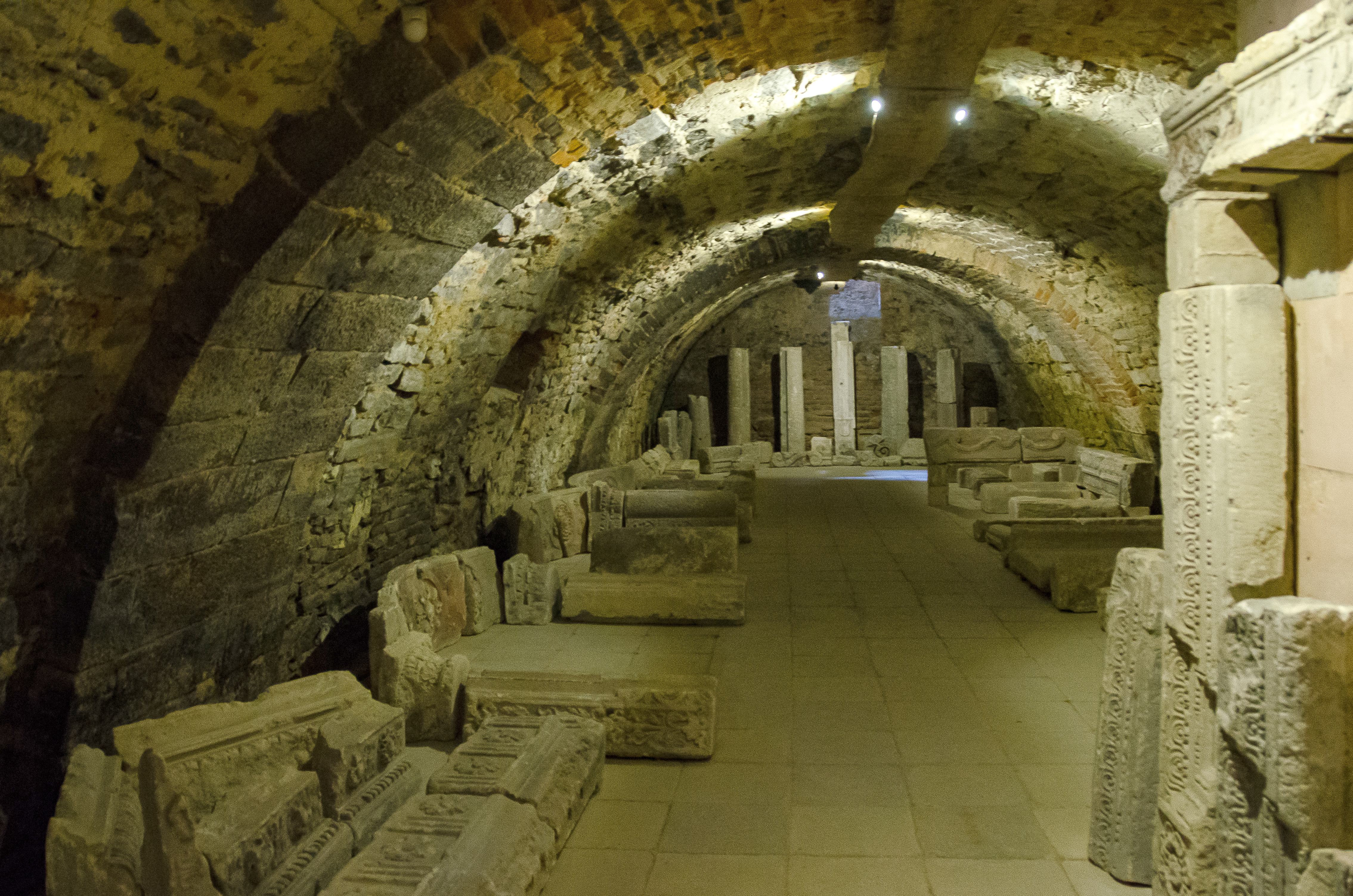
du
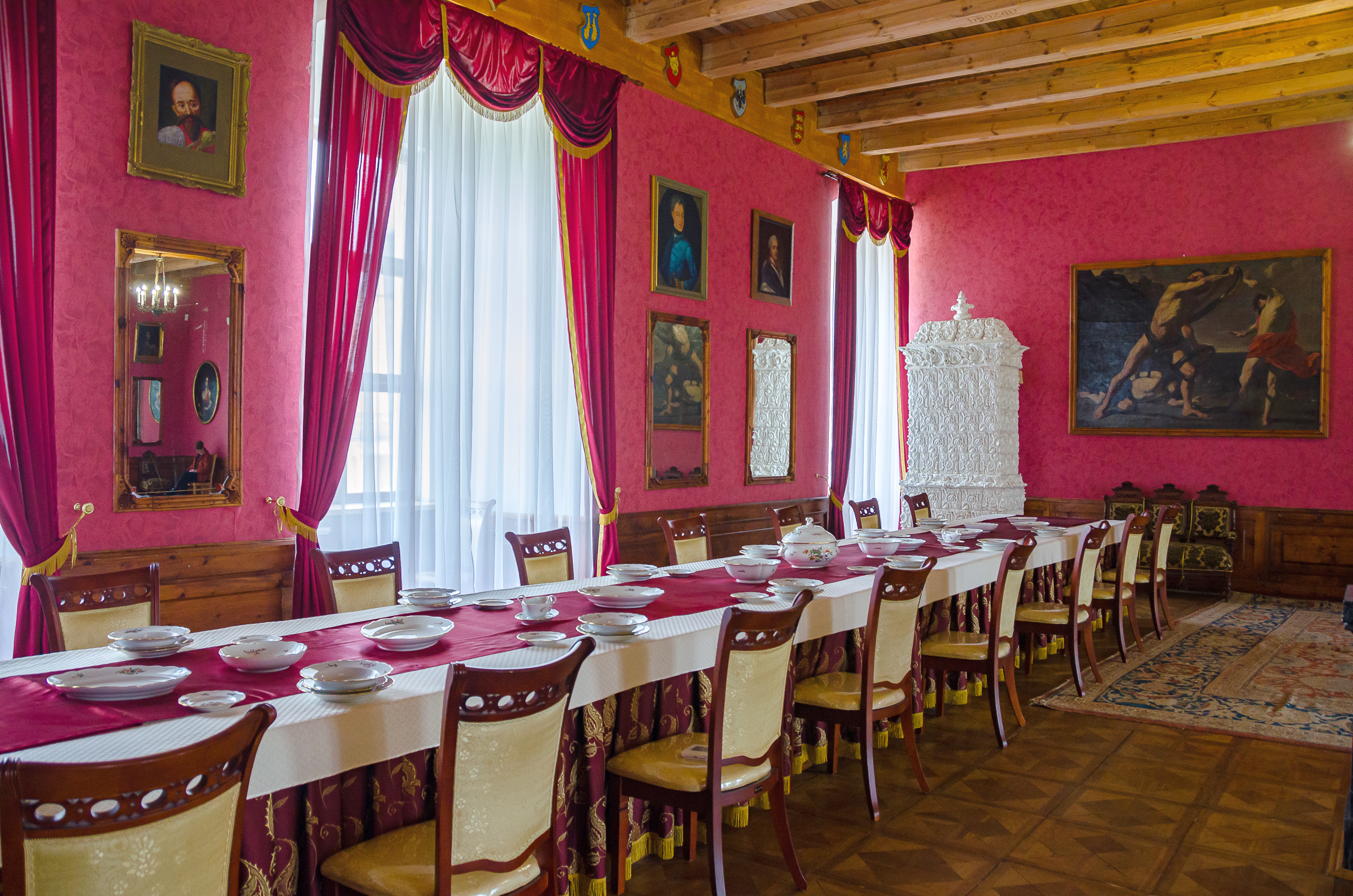
château.

Au XIXe siècle, le château est transformé en hôpital et en caserne. Il devient une prison en 1872. Il le demeure après la campagne de Pologne. Une chapelle y commémore désormais les victimes du NKVD exécutés par les Soviétiques en pleine retraite à l'été 1941. Ces victimes furent exhumées lors de l'arrivée des troupes allemandes. Un pogrom s'ensuivit : des éléments de la population locale, encouragés et encadrés par une unité de la division SS Wiking, abattirent plusieurs centaines de citoyens juifs de la ville, dans les mêmes fosses communes desquelles ces derniers avaient dû retirer les victimes précédentes. 

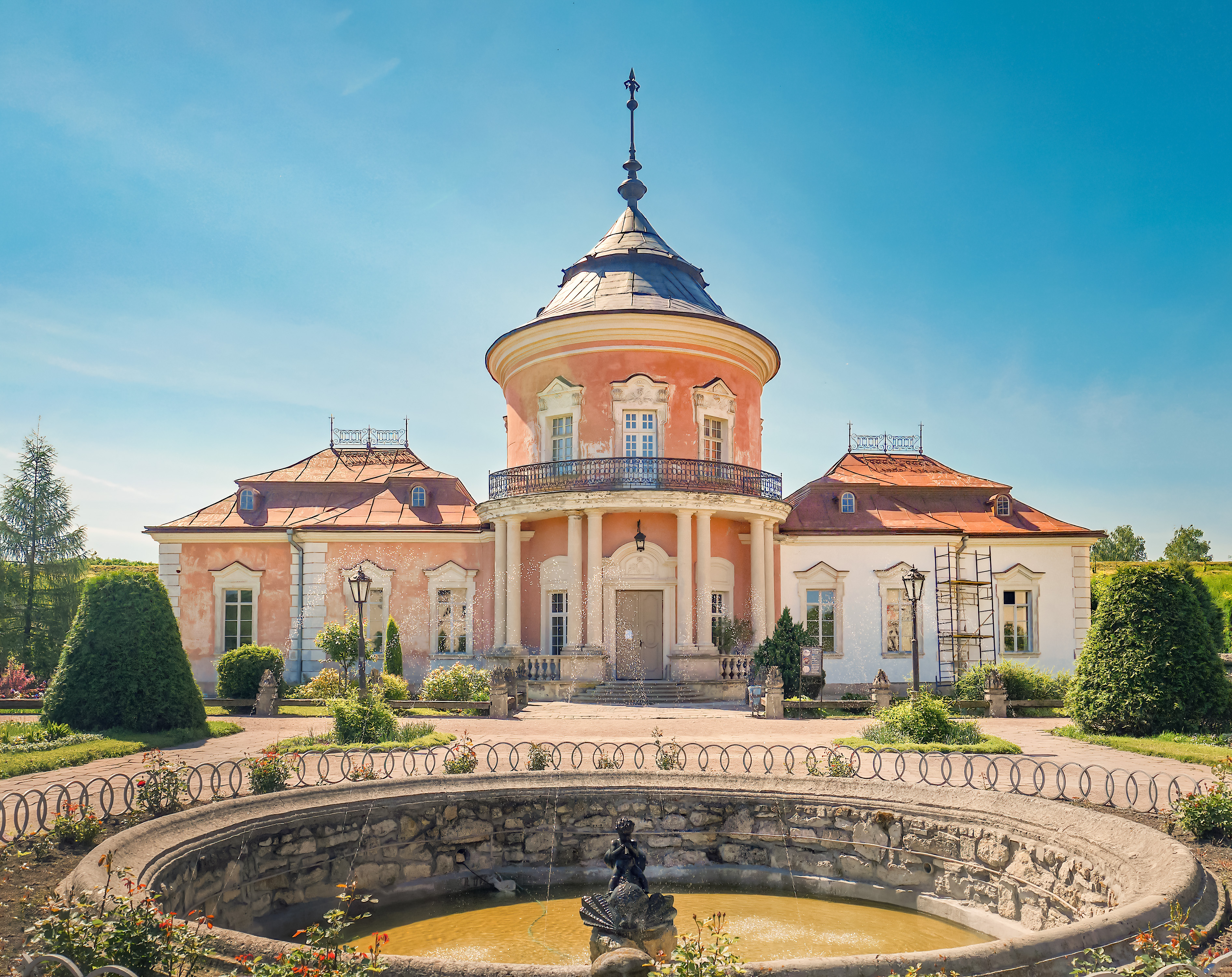
Le pavillon chinois.

### Institution muséale
Depuis 1985, le site est restauré par la "Lviv Art Gallery". Depuis peu, les pelouses sont à nouveau ouvertes au public. Les expositions incluent plus de 25 blasons européens, des lustres en os de dinosaures, et une réplique d'une couronne royale typique du XIIIe siècle, qui pourrait être similaire à celle de Daniel de Galicie.

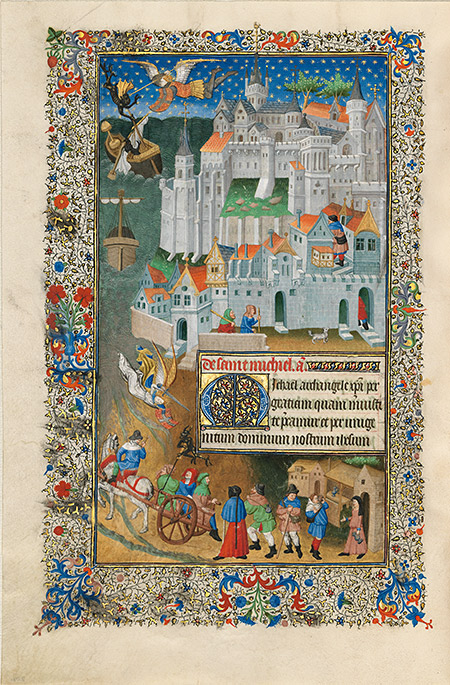
Le Mont-Saint-Michel du livre d'Heures Sobieski.
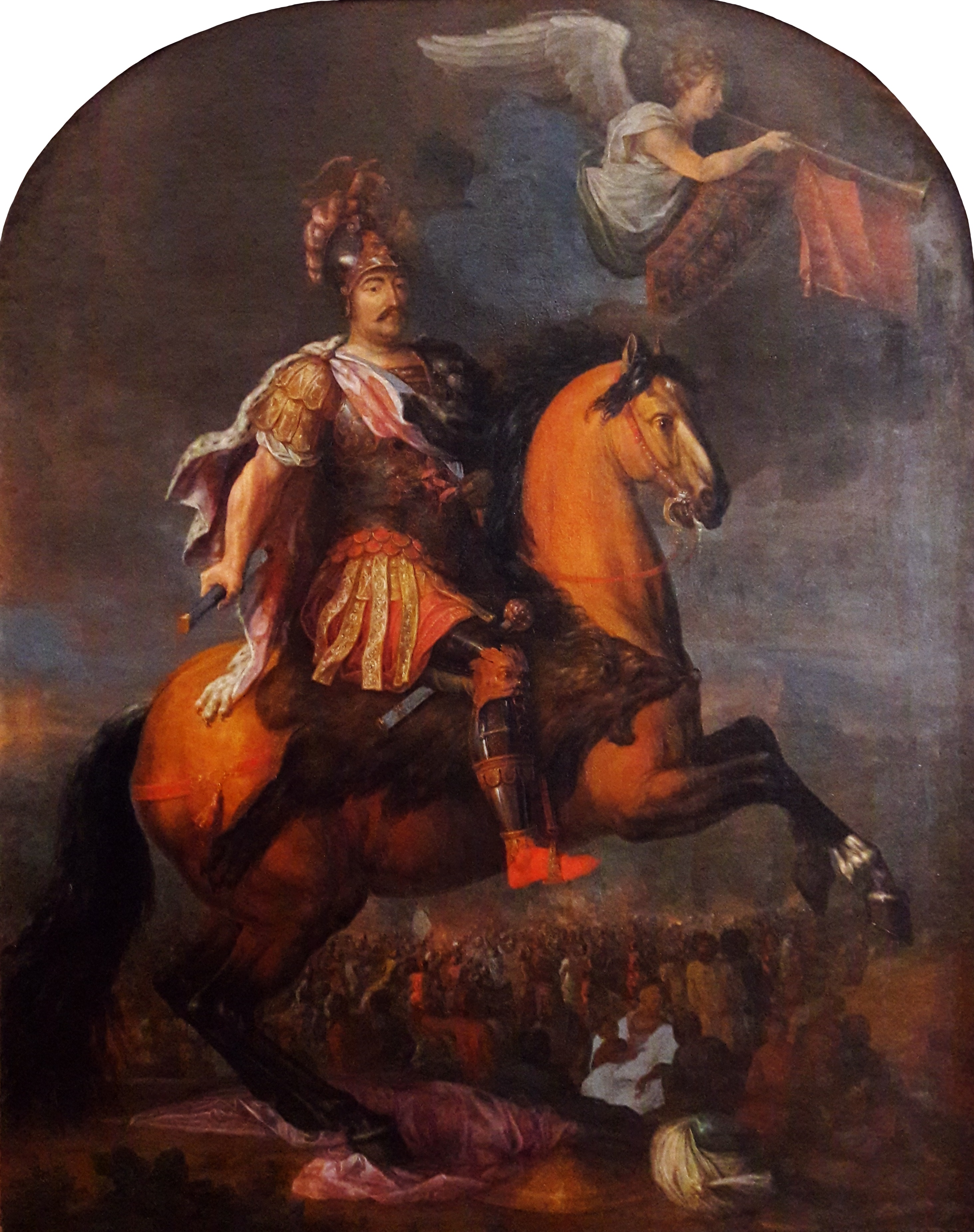
Jean III Sobieski par Pierre-Denis Martin.
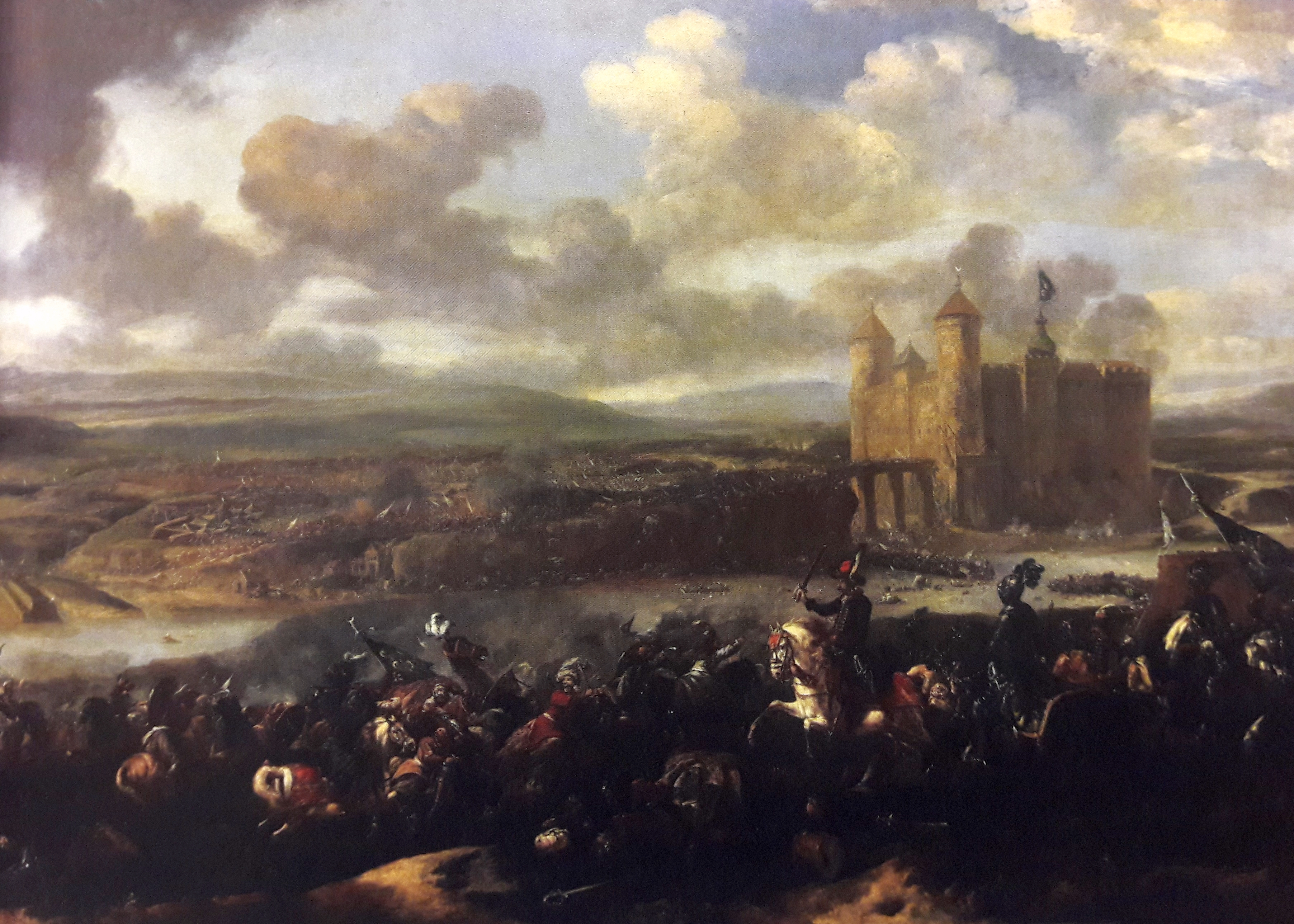
La bataille de Khotin.
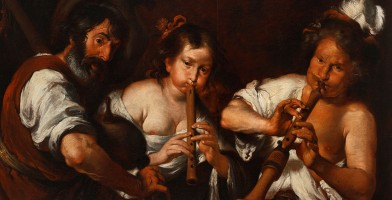
Musiciens de rue par Bernardo Strozzi.

## Source
- Kai Struve, Deutsche Herrschaft, Ukrainischer Nationalismus, antijüdische Gewalt. Ed. De Gruyter, Oldenbourg